# Strada statale 566 di Val di Vara
La ex strada statale 566 di Val di Vara (SS 566), ora strada provinciale 566 di Val di Vara (SP 566), è una strada provinciale italiana, che prende il nome dall'omonima valle che percorre.

## Percorso
Il punto di partenza è segnato dalla via 24 maggio, posta nel centro di Borghetto Vara, che si diparte dalla statale Aurelia, la quale prosegue in direzione Passo del Bracco - Genova. La strada invece prosegue in direzione dell'alta Val di Vara, raccordandosi con il Casello Autostradale dell'A12 di Brugnato, sfiorandone il centro abitato. Dopo alcuni chilometri la strada passa in prossimità della Centrale idroelettrica Enel di Ponte Santa Margherita, per poi giungere nell'abitato di Sesta Godano. Infine, la statale raggiunge la località di San Pietro Vara, a pochi chilometri da Varese Ligure, innestandosi nella ex strada statale 523 del Colle di Cento Croci che collega Sestri Levante a Berceto.
In seguito al decreto legislativo n. 112 del 1998, dal 2001, la gestione è passata dall'ANAS alla Regione Liguria che ha provveduto al trasferimento dell'infrastruttura al demanio della Provincia della Spezia.

## Strada statale 566 dir di Val di Vara
La ex strada statale 566 dir di Val di Vara (SS 566 dir), ora strada provinciale 566 dir di Val di Vara (SP 566 dir), è una strada provinciale italiana, diramazione della SS 566.
La strada collega la Val di Vara con il comune di Carrodano, dove è possibile accedere all'A12 Genova-Rosignano, e con il Parco nazionale delle Cinque Terre, all'interno del quale termina nella località di Levanto.
In seguito al decreto legislativo n. 112 del 1998, dal 2001, la gestione è passata dall'ANAS alla Regione Liguria che ha provveduto al trasferimento dell'infrastruttura al demanio della Provincia della Spezia.